# Villanueva de las Manzanas
Villanueva de las Manzanas is een gemeente in de Spaanse provincie León in de regio Castilië en León met een oppervlakte van 31,89 km². Villanueva de las Manzanas telt 505 inwoners (1 januari 2016).

## Demografische ontwikkeling
Bron: INE, 1857-2011: volkstellingen
Opm.: Tot 1857 behoorde Villanueva de las Manzanas tot de gemeente Mansilla de las Mulas